# Süd-Tiroler Freiheit
Süd-Tiroler Freiheit (Llibertat Sudtirolesa) és un moviment polític sudtirolès que es proposa com a objectiu el retorn del Tirol del Sud al land austríac del Tirol mitjançant un referèndum. Per això el partit es diu Süd-Tiroler Freiheit, ja que no reconeix la separació artificial entre el Tirol Septentrional, el Tirol Oriental i el Tirol del Sud. També defensa l'oficialitat de l'alemany com a llengua única. Les joventuts del grup són Junge Süd-Tiroler Freiheit.
Compta amb un conseller provincial i regional (la líder Eva Klotz) i una trentena de regidors a tota la província.
El moviment fou creat el maig del 2007 d'una escissió d'Union für Südtirol, quan esclataren les tensions ja acumulades entre els dos líders del partit, Eva Klotz i Andreas Pöder. Fins aquell moment el partit era guiat per una diarquia. Pöder però, que era secretari, va fer introduir al congrés del partit la figura de l'Obmann, per tal de concentrar més poder i va envair l'esfera de poder de Klotz. La moció va passar només amb 6 vots de diferència (76 contra 70) i Klotz, amb part del grup dirigent, abandonà el partit que havia contribuït a fundar.
A les eleccions provincials de 2008 el partit ha obtingut el 4,9% dels vots i dos consellers.

## Resultats electorals
| Any  | Lider      | Votes  | %    | Escons | +/− |
| ---- | ---------- | ------ | ---- | ------ | --- |
| 2008 | Eva Klotz  | 14,888 | 4.9  | 2 / 35 | Nou |
| 2013 | Eva Klotz  | 20,736 | 7.2  | 3 / 35 | 1   |
| 2018 | Sven Knoll | 16,927 | 6.0  | 2 / 35 | 1   |
| 2023 | Sven Knoll | 30,583 | 10.9 | 4 / 35 | 2   |